# Danny Ings
Daniel William John "Danny" Ings (sinh ngày 23 tháng 7 năm 1992) là cầu thủ bóng đá người Anh hiện đang chơi ở vị trí tiền đạo.
Ings bắt đầu sự nghiệp của anh ấy cho câu lạc bộ trẻ của Southampton. Anh ấy chọn Bournemouth, làm đội bóng chuyện nghiệp của anh ấy khi còn trẻ, và có quãng thời gian chơi cho Dorchester Town dưới dạng cho mượn. Năm 2011 Ings chọn Burnley với chiến thắng ở hạng nhất Anh 2013–14 và giải thưởng cầu thủ của năm, giúp cho câu lạc bộ lên chơi ở Premier League. Ings chuyển đến Liverpool vào mùa hè 2015, nhưng mùa giải đầu tiên của anh tại Anfield đã kết thúc sau 2 tháng vì chấn thương. Mùa giải thứ hai của Ings tại Liverpool cũng bị ảnh hưởng vì chấn thương khi anh chỉ có 2 lần ra sân ở League Cup trong suốt mùa giải 2016–17. Ings gia nhập Southampton dưới dạng cho mượn vào tháng 8 năm 2018. Anh được Southampton mua đứt vào ngày 1 tháng 7 năm 2019. Mùa giải 2019–20, anh thể hiện một phong độ tuyệt vời khi ghi được 22 bàn thắng sau 38 trận tại Ngoại hạng Anh.
Danny Ings có trận đầu tiên chơi cho đội tuyển Anh vào tháng 10 năm 2015.

## Sự nghiệp quốc tế
Vào ngày 3 tháng 10 năm 2013, Ings lần đầu tiên dược triệu tập vào đội tuyển U-21 Anh bởi huấn luyện viên Gareth Southgate. Anh chơi trận đấu đầu tiên từ ghế dự bị trong chiến thắng 4–0 trước U-21 San Marino. Anh ấy đã thi đấu trận thứ hai trong trận đấu ngược lại vào ngày 19 tháng 11, và ghi được hai bàn khi Anh thắng 9-0 trước San Marino tại New Meadow. Anh có 13 lần ra sân và ghi bốn bàn cho đội U21 Anh từ 2013-2015.
Ngày 1 tháng 10 năm 2015, Ings được huấn luyện viên Roy Hodgson triệu tập lên đội tuyển Anh chuẩn bị cho 2 trận đấu cuối cùng của vòng loại Euro 2016 gặp Estonia và Litva. Anh ra mắt đội tuyển vào ngày 12 tháng 10 khi thay thế Harry Kane ở phút 60 trận thắng Litva 3–0 ở Vilnius.
Trận đấu thứ hai của anh đến sau đó gần 5 năm vào ngày 5 tháng 9 năm 2020, khi anh được vào sân thay người ở phút 68 trong chiến thắng 1–0 trước Iceland.

## Thống kê sự nghiệp

### Câu lạc bộ
Tính đến ngày 26 tháng 9 năm 2020
| Câu lạc bộ             | Mùa giải       | Giải vô địch     | Giải vô địch | Giải vô địch | Cúp FA | Cúp FA | Cúp EFL | Cúp EFL | Khác | Khác | Tổng cộng | Tổng cộng |
| Câu lạc bộ             | Mùa giải       | Hạng đấu         | Trận         | Bàn          | Trận   | Bàn    | Trận    | Bàn     | Trận | Bàn  | Trận      | Bàn       |
| ---------------------- | -------------- | ---------------- | ------------ | ------------ | ------ | ------ | ------- | ------- | ---- | ---- | --------- | --------- |
| Bournemouth            | 2009–10        | League Two       | 0            | 0            | 0      | 0      | 0       | 0       | 1    | 0    | 1         | 0         |
| Bournemouth            | 2010–11        | League One       | 26           | 7            | —      | —      | 0       | 0       | 2    | 1    | 28        | 8         |
| Bournemouth            | 2011–12        | League One       | 1            | 0            | —      | —      | 0       | 0       | —    | —    | 1         | 0         |
| Bournemouth            | Tổng cộng      | Tổng cộng        | 27           | 7            | 0      | 0      | 0       | 0       | 3    | 1    | 30        | 8         |
| Dorchester Town (mượn) | 2010–11        | Conference South | 9            | 4            | 2      | 2      | —       | —       | 2    | 1    | 13        | 7         |
| Burnley                | 2011–12        | Championship     | 15           | 3            | 0      | 0      | 0       | 0       | —    | —    | 15        | 3         |
| Burnley                | 2012–13        | Championship     | 32           | 3            | 1      | 0      | 0       | 0       | —    | —    | 33        | 3         |
| Burnley                | 2013–14        | Championship     | 40           | 21           | 1      | 1      | 4       | 4       | —    | —    | 45        | 26        |
| Burnley                | 2014–15        | Premier League   | 35           | 11           | 1      | 0      | 1       | 0       | —    | —    | 37        | 11        |
| Burnley                | Tổng cộng      | Tổng cộng        | 122          | 38           | 3      | 1      | 5       | 4       | —    | —    | 130       | 43        |
| Liverpool              | 2015–16        | Premier League   | 6            | 2            | 0      | 0      | 1       | 1       | 2    | 0    | 9         | 3         |
| Liverpool              | 2016–17        | Premier League   | 0            | 0            | 0      | 0      | 2       | 0       | —    | —    | 2         | 0         |
| Liverpool              | 2017–18        | Premier League   | 8            | 1            | 1      | 0      | 1       | 0       | 4    | 0    | 14        | 1         |
| Liverpool              | Tổng cộng      | Tổng cộng        | 14           | 3            | 1      | 0      | 4       | 1       | 6    | 0    | 25        | 4         |
| Southampton (mượn)     | 2018–19        | Premier League   | 24           | 7            | 0      | 0      | 1       | 1       | —    | —    | 25        | 8         |
| Southampton            | 2019–20        | Premier League   | 38           | 22           | 2      | 1      | 2       | 2       | —    | —    | 42        | 25        |
| Southampton            | 2020–21        | Premier League   | 3            | 3            | 0      | 0      | 1       | 0       | 0    | 0    | 4         | 3         |
| Southampton            | Tổng cộng      | Tổng cộng        | 65           | 32           | 2      | 1      | 4       | 3       | —    | —    | 71        | 36        |
| Tổng sự nghiệp         | Tổng sự nghiệp | Tổng sự nghiệp   | 234          | 81           | 8      | 4      | 12      | 8       | 11   | 2    | 265       | 95        |

1. ↑  Ra sân tại Football League Trophy
2. ↑  Ra sân tại League One play-offs
3. ↑  Ra sân một trận và ghi được một bàn thắng tại FA Trophy, ra sân một trận tại Dorset Senior Cup
4. ↑  Ra sân tại UEFA Europa League
5. ↑  Ra sân tại UEFA Champions League

### Quốc tế
Tính đến ngày 8 tháng 10 năm 2020
| Đội tuyển quốc gia | Năm       | Trận | Bàn |
| ------------------ | --------- | ---- | --- |
| Anh                | 2015      | 1    | 0   |
| Anh                | 2020      | 2    | 1   |
| Tổng cộng          | Tổng cộng | 3    | 1   |

#### Bàn thắng quốc tế
Tính đến ngày 8 tháng 10 năm 2020.
| # | Ngày                | Địa điểm                          | Số trận | Đối thủ | Bàn thắng | Kết quả | Giải đấu |
| - | ------------------- | --------------------------------- | ------- | ------- | --------- | ------- | -------- |
| 1 | 8 tháng 10 năm 2020 | Sân vận động Wembley, London, Anh | 3       | Wales   | 3–0       | 3–0     | Giao hữu |

## Danh hiệu

#### West Ham United
- UEFA Europa Conference League: 2022–23

Cá nhân
- Cầu thủ xuất sắc nhất tháng của Championship: Tháng 10 năm 2013
- Cầu thủ xuất sắc nhất năm của Championship: 2013–14
- PFA Team of the Year (Championship): 2013–14